# Shetlandsøernes historie
Shetlandsøernes historie har været præget af skiftende tilhørsforhold til andre stater. Shetland var en del af Norgesvældet under navnet Hjaltland og hørte siden under Danmark-Norge, indtil øerne blev pantsat til den skotske konge af den dansk-norske konge Christian 1. 28. maj 1469 for 8.000 rhinske gylden. I dag udgør det en region, statholderskab og øgruppe under Skotland.
Shetlands motto er Með lögum skal land byggja, som er hentet fra Frostatingsloven og på dansk kendes fra Jyske Lov.

## Forhistorisk tid
Shetland har vært beboet siden 3.000 f.Kr. Befolkningen levede af kvæg- og landbrug; de opførte megalitiske monumenter. Fra omkring år 2000 f.Kr. (Bronzealderen) blev klimaet køligere, og befolkningen flyttede ud mod kysten. I Jernalderen blev der bygget mange stenhuse, og en del af ruinerne er i dag bevarede, som for eksempel Jarlshof og Stanydaletemplet. Omkring år 297 e.Kr. beretter romerske skrifter om det keltiske folkeslag pikterne, som i 800-tallet blev fortrængt af vikingerne.

## Norsk kolonisering af Hjaltland (Shetland)
I slutningen af 800-årene skiftede vikingerne deres virksomhed ved de britiske øer fra plyndring til kolonisering (landnåm). Ændringen skyldtes, at Norge begyndte at blive overbefolket efter datidens målestok, og at tilgangen til ledige naturressourcer og dyrkbar jord aftog. Deres skibe fragtede nu også nybyggere og nødvendigt udstyr for at starte på ny et andet sted. Vikingerne drog til Orkneyøerne, Hjaltland, Island og Grønland og senere også til Vinland. Det var hovedsagelig nordmænd, som rejste i den retning, danskerne rettede deres opmærksomhed mod mere befolkede områder som England og Frankrig (Normandiet), mens svenskerne især drog østover.
Hjaltland blev koloniseret af norske vikinger i slutningen af 800-tallet. Kolonisterne kaldte øgruppen for Hjaltland og etablerede sig med egne love og eget sprog. Sproget udviklede sig til det vestnordiske sprog norn, et sprog som først uddøde i 1800-tallet.
Efter at Harald Hårfagre havde samlet Norge til et rige, flygtede mange af hans modstandere, og nogen af dem slog sig ned på Orkneyøerne og Hjaltland. Herfra drev de plyndringstogter mod Skotland og Norge, hvilket førte til, at Harald Hårfagre samlede en stor flåde og i 875 ankom til det sted, hvor bebyggelsen Haroldswick nu ligger på øen Unst. Samme år tog Harald Hårfagre og hans mænd kontrol over øerne og annekterede både Orkneyøerne og Hjaltland. Ragnvald Mørejarl fik Orkneyøerne og Hjaltland som sit jarledømme af Harald Hårfagre som erstatning for, at hans søn Ivar (frillesønn) var faldet i kamp i Skotland. Ragnvald Mørejarl gav øerne videre til sin broder Sigurd Eysteinsson, som gik under tilnavnet Sigurd den Mægtige.
I 900-tallet blev Hjaltland kristnet.

## Strid med Norge
I 1194, da kong Sverre Sigurdsson var konge i Norge og Harald Maddadsson var jarl over Orkneyøerne og Shetland, samlede lendmanden Hallkjell Jonsson og jarlens svoger Olav en hærstyrke, som blev kaldt for øyskjeggene (eyjarskeggjar) på Orkneyøerne, og sejlede mod Norge. Som konge havde de Olavs unge fostersøn, Sigurd, søn af kong Magnus Erlingsson. Øyskjeggene blev besejret i slaget ved Florvåg uden for Bergen. Omkring 2.500 mand blev dræbt i det blodige slag. Liget af Sverre Magnusson blev vist frem for kong Sverre i Bergen således, at han kunne forsikre sig om, at modstanderen var død. Derefter løftede kong Sverre hovedet mod Orkneyøerne og krævede, at Harald Maddadsson (Harald jarl) måtte svare for sig for sin andel i oprøret. I 1195 sejlede jarlen til Norge for at forlige sig med Sverre.
Det såkaldte såttmålet udredte de retslige og politiske forbindelser mellem jarl og konge. Som passende straf for at have støttet oprørerne tog kong Sverre jarledømmet over Shetland fra Harald Jarl og lagde det direkte under den norske trone for aldrig at blive givet tilbage. I praksis blev Harald Maddadsson siddende som jarl, men var underlagt den norske konge. Harald Maddadsson måtte også acceptere en kongelig sysselmand, men denne blev dræbt efter Sverres død. Forliget mellem jarl og konge blev senere stadfæstet i 1210 og på ny i 1267.
Jarledømmets magt var betydeligt svækket, og det blev dermed trukket nærmere mod skotsk indflydelse. Skotland lå knap 16 km fra Orkneyøerne, og Harald Maddadsson kæmpede for at bevare sin uafhængighed.

## Voksende skotsk interesse for Orkney- og Shetlandsøerne
Da Alexander 3. af Skotland fyldte 21 år i 1262 og blev myndig, erklærede han sine hensigter om at fortsette politikken over for de vestlige og nordlige øer, som hans fader havde begyndt, men som var stoppet, da han døde 13 år tidligere. Han sendte et formelt krav til den norske konge Håkon Håkonsson.
Norge havde efter ti år med bitter indbyrdes krig opnået stabilitet og voksede til en betydelig nation med europæisk indflydelse og var potentielt en betydelig krigsmagt. Med det som baggrund afviste kong Håkon blankt det skotske krav. Fra norsk side var de yderste øer over Nordsøen en del af det norske rige. For at sætte vægt bag det norske standpunkt udlyste den norske konge leding og sejlede ud med den største flåde, som Norge nogensinde havde rejst. Flåden samlede sig i Breideyarsund (sandsynligvis Bressay Sound), før Håkon og hans mænd sejlede til vestkysten af Skotland og gik i land på Isle of Arran for at starte forhandlinger med den store hær i ryggen som pressionsmiddel.
Alexander 3. trak behændigt alle samtalerne ud, mens han tålmodigt ventede på, at høststormene skulle begynde. Til sidst, efter ørkesløse diplomatiske samtaler, mistede kong Håkon tålmodigheden og besluttede at angribe. Samtidig kom det en stærk storm, som både ødelagde flere af skibene i hans flåde og forhindrede de øvrige i at foretage landgang. Slaget ved Largs i oktober 1263 blev ikke afgørende, og begge parter mente, at de havde sejret, men kong Håkon Håkonssons position var håbløs. Nedslået returnerede han den 5. oktober til Orkneyøerne med en murrende hær, og her døde han af feber den 17. december 1263. Hans død forpurrede videre norsk ekspansion i Skotland.
Kong Magnus Lagabøte brød med faderens ekspansionspolitik. Han indledte fredsforhandlinger med kong Alexander 3. af Skotland. Ved freden i Perth i 1266 opgav kong Magnus de mest fjerne norske besættelser og afstod øen Man i det Irske Hav og Sudreyar (Hebriderne) til Skotland for 4.000 mark sterling og mod en årlig afgift på 100 mark (som skotterne snart undlod at betale). Som modydelser for de norske indrømmelser blev det norske herredømme over Orkneyøerne og Hjaltland anerkendt af Skotland.
Grunden til, at Magnus ville have fred med Skotland, var, at den norske handel med England led alvorligt. Med den nye handelstraktat med England fra 1223 krævede englænderne, at Norge sluttede fred med Skotland. I 1269 blev aftalen udvidet til gensidig frihandel.

## Pantsættelse af øerne til Skotland
I 1300-tallet behandlede Norge fortsat Orkneyøerne og Shetland som en norsk provins, men den skotske indflydelse voksede, og i 1379 tog den skotske jarl Henry Sinclair kontrol over øerne på vegne af den norske konge Håkon 6. Magnusson. I 1348 blev Norge stærkt svækket på grund af Den Sorte Død, og i 1397 blev Norge en del af Kalmarunionen. Under unionstiden kom Norge under dansk overherredømme. Kong Christian 1. af Danmark, Norge og Sverige var i pengenød, og da hans datter Margrete i 1468 blev forlovet med Jakob 3. af Skotland manglede han penge til betaling af medgiften. Uden det norske rigsråds vidende indgik han den 8. september 1468 en kontrakt med den skotske konge om pantsættelse af Orkneyøerne for 50.000 rhinske gylden, og den 28. maj 1469 af Shetland for 8.000 rhinske gylden. For at være på den sikre side sørgede han for en klausul om indløsningsmuligheder for fremtidige norske konger: For en fast værdi af 210 kg guld eller 2.310 kg sølv vil øerne igen komme på norske hænder. Flere konger af Danmark-Norge forsøgte i løbet af 1600- og 1700-tallet forgæves at indløse øerne med blev hver gang afvist af geheimerådet i Edinburgh. Øerne var den gang allerede under stærk engelsk indflydelse, men forbindelsen med Norge blev ikke straks afbrudt. Norske institutioner og myndigheder fortsatte delvis med at fungere, og norsk var både tale- og skriftsprog i ganske lang tid.
På Hjaltland betalte man langt ind i det 14. århundrede en årlig afgift til Bergens bispestol.

## Hansatiden
Efter vikingernes tilbagegang kom fire århundreder, hvor Shetland solgte sine varer til omverdenen via Hansakøbmændene i Bergen, Bremen, Lübeck og Hamborg. Hansaen hentede skibe lastede med saltet torsk og lange og tilførte øbefolkningen kontanter, korn, klæder, øl og andre varer i bytte. Denne handel varede frem til unionsaftalen mellem Skotland og England i 1707, da Hansaen ikke længere fik adgang til at drive handel med Shetland. Som en følge af udelukkelsen af Hansaen gik Shetland ind i en økonomisk nedgangsperiode, da skotterne og de lokale købmænd ikke var lige så gode i saltfiskehandel. For Shetlands uafhængige bønder førte den økonomiske nedgang til, at de kom ind i en negativ spiral. Først måtte de sælge jorden til godsejerne for så at leje den tilbage, for der efter at blive gradvis livegne. Den liberale statsminister William Ewart Gladstone frigjorde bønderne i 1880-årene fra godsejernes styre.

## Den spanske armada
Pave Sixtus 5. ville knække protestantismen i England og allierede sig med den spanske konge Filip 2. af Spanien. Den 28. maj 1588 sendte kongen den spanske armada ud med 130 skibe, 18.000 soldater, 7.000 sømænd og 2.500 kanoner fra Lissabon til Den engelske Kanal med henblik på at invadere England. En hær på 30.000 mand ventede i de spanske Nederlande. Planen var at sætte Lissabon-hæren i land i Plymouth og derefter at flytte tropperne i de spanske Nederlande til et sted nær London. Angrebet gik ikke som planlagt, og spanierne bestemte sig for at flygte ud i Atlanterhavet.
Flådeudsendelsen skete under den lille istid, og spanierne blev overraskede over dårligt og koldt vejr, da de rundede nordspidsen af Skotland. Flere skibe og mandskab gik tabt på grund af vejret end i kamphandlinger. Omkring 20. september 1588 kom skibet El Gran Grifón og tre andre skibe bort fra flåden og søgte ly ved Fair Isle, en ø tilhørende Shetland. Et forsøg på at strande skibene for at undgå, at skibene sank, lykkedes ikke, og skibene gik ned ved Stroms Hellier. Omkring 300 soldater reddede sig i land på den lille ø, som havde få indbyggere og knappe ressourcer. En genfundet spansk dagbog fortæller, at 50 mand døde mellem 28. september og 14. november, hovedsagelig på grund af sult. Sømændene og soldaterne opholdt sig på øen i to måneder, da de blev lovet frit lejde af Elizabeth 1.. Spanjolerne drog til St. Andrews og Edinburgh før, de satte kursen mod Spanien. Skibet blev hævet i 1970 og resterne står i dag i Shetland Museum.

## Napoleonskrigene
3000 shetlændere tjenestegjorde i Storbritanniens marine under Napoleonskrigene, som pågik i perioden fra 1800 til 1815.

## 2. verdenskrig
Under 2. verdenskrig blev en norsk marineafdeling med tilnavnet Shetlandsgjengen oprettet af Special Operations Executive, Norwegian Section i efteråret 1940 med base i Scalloway på Shetland for operationer mod Norge. På Shetland havde der efterhånden samlet sig ca. 30 fiskeskuder, som norske flygtninge havde sejlet over. En del af disse skuder blev nu lejede, og norske fiskere blev hvervet som frivilligt mandskab. Shetlandsgjengen sejlede i hemmelige opgaver mellem Norge og Shetland og fragtede Linge-karer, efterretningsfolk, flygtninge, instruktører for modstandsbevægelsen og militære forsyninger. På den modsatte vej blev mange, som var i tysk søgelys, bragt i sikkerhed, og vigtig information om tyskerne i Norge blev formidlet videre til de allierede. I enkelte tilfælde blev der udlagt miner og foretaget aktioner mod tyske skibe. I begyndelsen af krigen stod afdelingen helt under britisk kommando, men senere kom der også nordmænd med i ledelsen.
Fiskeskuderne foretog tilsammen 80 ture over Nordsøen. Tyske angreb og uvejr førte til, at 10 skuder med en besætning på 44 mand og mere end 60 flygtninge gik tabt. På grund af de store tabstal blev det besluttet at skaffe hurtigtgående skibe. Amerikanerne stillede de tre ubådsjagere KNM «Hessa», KNM «Hitra» og KNM «Vigra» til disposition. Ingen af turene med ubådsjagerne medførte tab af søfolk eller udstyr.
I alt gjorde Shetlandsgjengen over 200 ture, hvoraf den mest kendte person Leif Larsen (Shetlands-Larsen) var skipper for 52 af turene.

## Shetland i dag
I samme tidsperiode, hvor der blev fundet olie og gas på norsk sokkel, fandt man også dette ud for Shetland. Østshetlandsbassinet er et af Europas største oliefelter, og olien, som udvindes her, sendes til olieterminalen i Sullom Voe (norrønt: Solheimavagr). Sullom Voe-terminalen åbnede i 1978 og er Storbritanniens største olieeksporthavn med et volumen på 25 millioner ton årligt.
Ved folkeafstemningen om skotsk uafhængighed 2014 stemte 5.669 (36.3%) for og 9.951 (63.7%) imod på Shetlandsøerne. 15.620 vælgere deltog i afstemningen svarende til en deltagelsesandel på 84.4%.